# Kazimír
Kazimír (ungarisch Kázmér) ist eine Gemeinde im Osten der Slowakei mit 813 Einwohnern (Stand 31. Dezember 2024), die zum Okres Trebišov, einem Kreis des Košický kraj, gehört. Sie ist Teil der traditionellen Landschaft Zemplín.

## Geographie
Die Gemeinde befindet sich im südwestlichen Teil des Ostslowakischen Tieflands in der Untereinheit Podslanská pahorkatina zwischen dem Bach Byšta und dem Flüsschen Roňava, unweit der Staatsgrenze zu Ungarn. Durch bebautes Ortsgebiet fließt der kleine Bach Izra. Das Ortszentrum liegt auf einer Höhe von 154 m n.m. und ist 22 Kilometer von Trebišov entfernt.
Nachbargemeinden sind Brezina im Norden, Lastovce im Osten, Michaľany im Südosten, Felsőregmec (H) im Süden und Byšta im Westen.

## Geschichte
Die heutige Gemeinde entstand 1960 durch Zusammenschluss der Orte Malý Kazimír (bis 1927 „Malý Kázmír“; ungarisch Kiskázmér) und Veľký Kazimír (bis 1927 „Veľký Kázmír“, historisch auch „Uherský Kazymír“; ungarisch Nagykázmér, historisch auch Magyarkazmér). 
Der ältere Ortsteil ist Veľký Kazimír, der zum ersten Mal 1270 als Kamer schriftlich erwähnt wurde. Das Dorf war Besitz der Familie Török und später Berchtold. Im 18. Jahrhundert stand eine Brennerei im Ort. 1715 gab es neun Haushalte, 1787 hatte die Ortschaft 77 Häuser und 556 Einwohner, 1828 zählte man 82 Häuser und 612 Einwohner, die als Landwirte und Winzer tätig waren.
Malý Kazimír wurde ersturkundlich 1247 als Also Kazmer erwähnt, nachdem der ursprünglich einige Ort Kazimír sich zu einem näher unbekannten Zeitpunkt im 14. Jahrhundert geteilt hatte. Damals war Malý Kazimír Gut der Familie Kázméry, im späten 19. Jahrhundert gehörten die Ortsgüter der Gräfin Vay. 1828 zählte man 37 Häuser und 263 Einwohner.
Bis 1918/1919 gehörten die im Komitat Semplin liegenden Ort zum Königreich Ungarn und kamen danach zur Tschechoslowakei beziehungsweise heutigen Slowakei. In der Zeit der ersten tschechoslowakischen Republik waren die Einwohner als Landwirte oder als Arbeiter im örtlichen Großgut beschäftigt. Auf Grund des Ersten Wiener Schiedsspruchs waren die Orte von 1938 bis 1944 noch einmal Teil Ungarns.

## Bevölkerung
| Jahr                | 1994 | 2004    | 2014   | 2024    |
| ------------------- | ---- | ------- | ------ | ------- |
| Anzahl der Personen | 914  | 880     | 858    | 813     |
| Unterschied         |      | −3,71 % | −2,5 % | −5,24 % |

| Jahr                | 2023 | 2024    |
| ------------------- | ---- | ------- |
| Anzahl der Personen | 827  | 813     |
| Unterschied         |      | −1,69 % |

Nach der Volkszählung 2011 wohnten in Kazimír 861 Einwohner, davon 841 Slowaken, drei Tschechen, jeweils zwei Magyaren und Mährer und ein Ukrainer. Zwei Einwohner gaben eine andere Ethnie an und 10 Einwohner machten keine Angabe zur Ethnie.
546 Einwohner bekannten sich zur römisch-katholischen Kirche, 208 Einwohner zur griechisch-katholischen Kirche, 48 Einwohner zur reformierten Kirche, sieben Einwohner zur orthodoxen Kirche, jeweils zwei Einwohner zu den Zeugen Jehovas und zur evangelisch-methodistischen Kirche. 37 Einwohner waren konfessionslos und bei 11 Einwohnern wurde die Konfession nicht ermittelt.

## Bauwerke und Denkmäler
- Ruine einer Burg aus der zweiten Hälfte des 13. Jahrhunderts, bis heute ist nur eine Mauer übriggeblieben
- römisch-katholische Stephanskirche
- griechisch-katholische Kyrill-und-Method-Kirche (bis 1992 evangelische Kirche)
- reformierte (calvinistische) Kirche aus dem späten 19. Jahrhundert

## Verkehr
Durch Kazimír führt die Cesta III. triedy 3374 („Straße 3. Ordnung“)  zwischen Slanské Nové Mesto und Luhyňa. Im Ort zweigt die Cesta III. triedy 3658 nach Byšta ab. Der nächste Bahnanschluss ist in Michaľany an der Bahnstrecke Čierna nad Tisou–Košice.